# HMS Marne (G35)
HMS Marne (G35) là một tàu khu trục lớp M được Hải quân Hoàng gia Anh Quốc chế tạo vào cuối những năm 1930. Nó đã nhập biên chế và phục vụ trong suốt Chiến tranh Thế giới thứ hai, ngừng hoạt động sau khi chiến tranh kết thúc, được bán cho Thổ Nhĩ Kỳ vào năm 1959 và được đổi tên thành Mareşal Fevzi Çakmak. Nó bị loại bỏ và tháo dỡ vào năm 1970.

## Thiết kế và chế tạo
Marne được đặt hàng cho xưởng tàu High Walker của hãng Vickers-Armstrongs ở Newcastle-upon-Tyne, Anh Quốc. Nó được đặt lườn vào ngày 23 tháng 10 năm 1939; được hạ thủy vào ngày 30 tháng 10 năm 1940 và được đưa ra hoạt động vào ngày 2 tháng 12 năm 1941.

## Lịch sử hoạt động
HMS Marne đã nằm trong thành phần Đoàn tàu vận tải PQ-15, và đã cùng với tàu chị em HMS Martin giúp vào việc cứu vớt 169 người sống sót của chiếc HMS Punjabi, sau khi nó bị chìm do va chạm với thiết giáp hạm HMS King George V.
HMS Hecla và HMS Vindictive cùng với các tàu hộ tống HMS Venomous và HMS Marne đã nằm trong thành phần một đoàn tàu vận tải trong Chiến dịch Torch về phía Tây Gibraltar. Vào ngày 12 tháng 11 năm 1942, tàu ngầm U-boat Đức U-515 đã phóng ngư lôi đánh chìm HMS Hecla, và chỉ vài phút sau đã phóng thêm hai quả ngư lôi khác nhắm vào HMS Marne, gây hư hại nặng cho nó và làm nổ tung mũi tàu. Nó được kéo quay trở lại Gibraltar để sửa chữa.

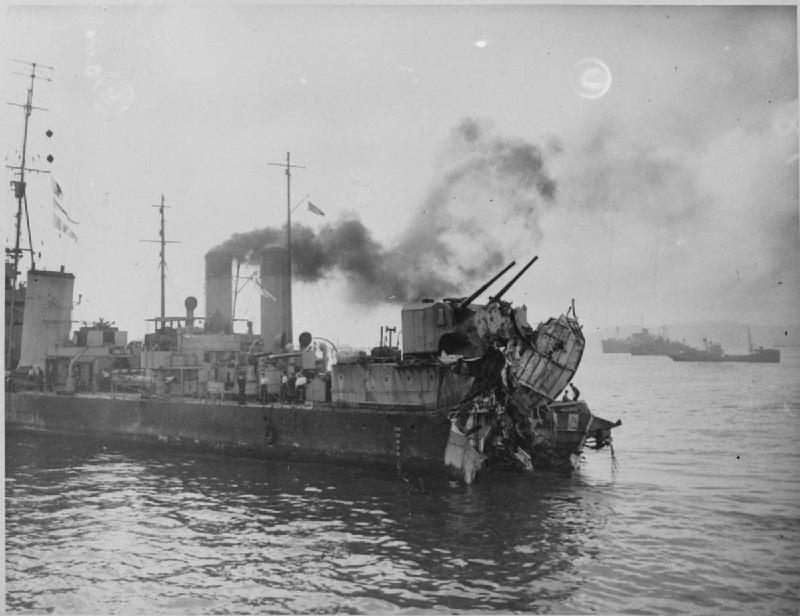
HMS Marne đang được kéo đến Gibraltar.

HMS Marne được bán cho Thổ Nhĩ Kỳ vào năm 1959 và được đổi tên thành Mareşal Fevzi Çakmak, theo tên Fevzi Çakmak (1876–1950), một Thống chế và là Thủ tướng Thổ Nhĩ Kỳ. Nó phục vụ cho Hải quân Thổ Nhĩ Kỳ cho đến năm 1970, khi nó bị loại bỏ và tháo dỡ.